# Forbundsdagsvalget 1998
Forbundsdagsvalget i Tyskland 1998 var det 36. forbundsdagsvalg i Tyskland. Ved dette valg tabte de konservative og liberale flertallet i Forbundsdagen og dermed regeringsmagten til en koalition af SPD og De grønne, hvilket indebar afslutningen på Helmut Kohls 16 år lange regeringstid som kansler. Da Kohl gik af, var han den længst regerende tyske kansler siden Otto von Bismarck.

## Resultater
|  | Parti                 | Partilistestemmer | Procent (ændring) | Procent (ændring) | Pladser (ændring) | Pladser (ændring) | Procent af pladser |
|  | --------------------- | ----------------- | ----------------- | ----------------- | ----------------- | ----------------- | ------------------ |
|  | SPD                   | 20 181 269        | 40,9 %            | +4,5 %            | 295               | +43               | 44,5 %             |
|  | CDU                   | 14 004 908        | 28,4 %            | −5,8 %            | 198               | −46               | 29,6 %             |
|  | CSU                   | 3 324 480         | 6,8 %             | −0,6 %            | 47                | −3                | 7,0 %              |
|  | Bündnis 90/Die Grünen | 3 301 624         | 6,7 %             | −1,1 %            | 47                | −2                | 7,0 %              |
|  | FDP                   | 3 080 955         | 6,2 %             | −0,2 %            | 43                | −4                | 6,4 %              |
|  | PDS                   | 2 515 454         | 5,1 %             | +0,7 %            | 36                | +6                | 5,4 %              |
|  | REP                   | 906 383           | 1,8 %             | −0,1 %            | 0                 | ±0                | 0,0 %              |
|  | DVU                   | 601 192           | 1,2 %             | +1,2 %            | 0                 | ±0                | 0,0 %              |
|  | Andre                 | 1 392 247         | 2,8 %             |                   | 0                 |                   | 0,0 %              |
|  | Totalt                | 49 308 512        | 100,0 %           |                   | 669               | −3                | 100,0 %            |